# Upplands runinskrifter 723
Upplands runinskrifter 723 är en vikingatida runsten av ljusgrå sandsten i Hummelsta, Vallby, Löts socken och Enköpings kommun. Har utgjort ett monument tillsammans med U 724 och U 725. 
Runstenene är 1,1 meter hög och 0,95 meter bred. Runhöjden är 3,5-6 centimeter. Ristningen har utgjort ett monument tillsammans med stenarna U 724 och U 725. Ristningarna på alla tre stenarna i monumentet är osignerade men sannolikt ristade av Balle.

## Inskriften
Translitterering av runraden:
· aykaiʀ · auk · fr---...ʀ · [þaʀ · lit]u ·· raisa [sta]... ...- · kuta · faþur · sen · koþan ·
Normalisering till runsvenska:
Øygæiʀʀ ok Fr[øygæi]ʀʀ þæiʀ letu ræisa stæi[n at] Guta, faður sinn goðan.
Översättning till nusvenska:
Öger och Fröger de läto resa stenen efter Gute, sin gode fader.